# The Game Bakers
The Game Bakers es un estudio desarrollador de videojuegos independiente con sede en Montpellier, Francia.  Es conocido por crear juegos para dispositivos móviles, incluidos Squids y Combo Crew, cambiando posteriormente su enfoque a títulos de consola y PC, con Furi. En el Summer Game Fest de 2024, anunciaron su último juego Cairn, un juego de supervivencia y escalada que se lanzará en 2025.

## Historia
The Game Bakers se creó en 2010 por dos ex-empleados de Ubisoft, que habían trabajado en licencias AAA,  Emeric Thoa y Audrey Leprince.  La idea era "hacer juegos mientras cocinamos: con mucho amor".  The Game Bakers comenzó desarrollando juegos para dispositivos móviles y más tarde decidieron centrarse en consolas y juegos de PC.  En 2016 lanzaron Furi.

## Juegos desarrollados
| Título           | Año  | Plataforma(s)                                                                               |
| ---------------- | ---- | ------------------------------------------------------------------------------------------- |
| Squids           | 2011 | iOS, Android, Windows, macOS                                                                |
| Squids Wild West | 2012 | iOS, Android                                                                                |
| Combo Crew       | 2013 | iOS, Android                                                                                |
| Squids Odyssey   | 2014 | Microsoft Windows, Wii U, Nintendo 3DS, Nintendo Switch                                     |
| Furi             | 2016 | PlayStation 4, Microsoft Windows, Xbox One, Nintendo Switch, PlayStation 5                  |
| Haven            | 2020 | Microsoft Windows, Nintendo Switch, PlayStation 4, PlayStation 5, Xbox One, Xbox Series X/S |
| Cairn            | 2025 | Por confirmar                                                                               |

### Premios
- Premio EIGD a la Dirección de Arte – Squids [5]
- Selección del editor de Apple: Combo Crew [6]